# Sébastien Haller
Sébastien Romain Teddy Haller [sebastjɛ̃ alɛʀ] (* 22. Juni 1994 in Ris-Orangis, Frankreich) ist ein ivorisch-französischer Fußballspieler. Der Stürmer gewann 2018 mit dem Bundesligisten Eintracht Frankfurt den DFB-Pokal, 2024 mit der Elfenbeinküste den Afrika-Cup und steht aktuell beim FC Utrecht unter Vertrag. 
Haller durchlief sämtliche französische Juniorennationalmannschaften und ist seit 2020 ivorischer A-Nationalspieler. Mit der Nationalmannschaft der Elfenbeinküste gewann er 2024 vor heimischer Kulisse den Afrika-Cup.

## Vereinskarriere

### 2003–2012: Anfänge in der Jugend
Haller, der als Sohn eines französischen Vaters und einer ivorischen Mutter neben der französischen auch die ivorische Staatsangehörigkeit besitzt, begann in der Pariser Agglomeration in der Jugend der Vereine FCO Vigneux und CS Brétigny Football mit dem Fußballspielen, bevor er im Jahr 2007 in die Jugendabteilung von AJ Auxerre wechselte.

### 2012–2014: Erste Profieinsätze in Auxerre
Im Juni 2011 unterzeichnete Haller bei der AJ Auxerre seinen ersten Profivertrag. Nach einem weiteren Jahr in der Jugend stieg er zur Saison 2012/13 in die von Jean-Guy Wallemme trainierte Profimannschaft auf. Beim 2:0-Sieg gegen Olympique Nîmes am 27. Juli 2012 gab Haller im Alter von 18 Jahren sein Debüt als Profi in der Ligue 2 und gab die Vorlage zum 2:0 in der 58. Minute. Sein erstes Pflichtspieltor erzielte er am 1. März 2013 bei der 1:2-Niederlage gegen AC Arles-Avignon, als er in der 27. Minute sein Team mit 1:0 in Führung brachte. In der Spielzeit 2013/14 stand Haller in 25 Ligaspielen auf dem Feld und erzielte 4 Tore. In der Hinrunde der folgenden Saison kam er zu acht Einsätzen, in denen ihm kein Torerfolg gelang.

### 2015–2017: Stammspieler beim FC Utrecht
Zu Jahresbeginn 2015 wurde Haller bis Saisonende an den FC Utrecht verliehen und avancierte dort sofort zum Stammspieler. Sein Debüt in der Eredivisie gab er am 18. Januar 2015 bei der 1:2-Niederlage gegen den SC Heerenveen; seine ersten vier Tore erzielte er knapp einen Monat später beim 6:1-Heimsieg gegen den FC Dordrecht. Am Ende der Saison standen für Haller 11 Tore in 17 Spielen zu Buche und er wurde vom FC Utrecht fest für vier Jahre verpflichtet. In der Spielzeit 2015/16 stand Haller in 33 Meisterschaftsspielen in der Startelf und verhalf seiner Mannschaft mit 17 Torerfolgen zum Erreichen des fünften Platzes in der Abschlusstabelle. Darüber hinaus erreichte er mit dem Team das nationale Pokalfinale, das am 24. April 2016 mit 1:2 gegen Feyenoord Rotterdam verloren wurde. Von den Utrechter Fans wurde Haller mit der „Di Tommaso Trophy“ als Spieler des Jahres 2015 ausgezeichnet. In der Saison 2016/17 war er mit 13 Treffern in 32 Ligaspielen erneut der beste Torschütze seiner Mannschaft.

### 2017–2019: Durchbruch in Frankfurt
Zur Saison 2017/18 wechselte Haller zum Bundesligisten Eintracht Frankfurt. Dort unterschrieb er Mitte Mai 2017 einen Vertrag mit einer Laufzeit bis zum 30. Juni 2021. Sein erstes Pflichtspieltor für Frankfurt erzielte Haller am 12. August 2017 beim 3:0-Sieg gegen die TuS Erndtebrück in der ersten Hauptrunde des DFB-Pokals 2017/18. Sein erster Bundesligatreffer folgte mit dem einzigen Tor beim 1:0-Auswärtssieg gegen den 1. FC Köln am 20. September 2017. Hallers Seitfallzieher zum 2:1-Sieg gegen den VfB Stuttgart am 30. September 2017 wurde von der Sportschau als Tor des Monats ausgezeichnet. Bis Saisonende erzielte Haller 9 Tore in 31 Ligaspielen. Zudem traf er bei fünf Einsätzen viermal im DFB-Pokal, den er mit der Eintracht am 19. Mai 2018 nach einem 3:1-Finalsieg gegen den FC Bayern München gewann. Durch diesen Erfolg qualifizierte sich Haller mit seiner Mannschaft zur Spielzeit 2018/19 für die Gruppenphase der Europa League, in der er ab September 2018 seine ersten Erfahrungen auf internationaler Vereinsebene sammelte. In der Gruppenphase traf er dreimal und verhalf seiner Mannschaft damit zum souveränen Einzug in die K.-o.-Runde. Auch in der Bundesliga konnte Haller gute Leistungen zeigen und bildete in der Saison 2018/19 mit seinen Teamkollegen Luka Jović und Ante Rebić ein Sturmtrio, das in den Medien aufgrund ihrer körperlichen Präsenz als „Büffelherde“ bezeichnet wurde. Der Stürmer erzielte 15 Tore in 29 Bundesligaspielen und verhalf seiner Mannschaft mit 2 Toren in 4 K.o.-Rundenspielen zum Einzug ins Halbfinale der Europa League, in dem sie im Elfmeterschießen am FC Chelsea scheiterte.

### 2019–2021: Wechsel in die Premier League
Im Juli 2019 verpflichtete der englische Erstligist West Ham United den Stürmer, der zum Rekordtransfer des Vereins wurde. Dort erzielte er als Stammspieler bei seinen ersten drei Ligaspielen drei Tore, konnte im Anschluss jedoch nicht an seine Leistungen in Frankfurt anknüpfen und kam zum Ende der Saison überwiegend als Einwechselspieler ins Spiel. Vorgezogen wurde ihm nun der sonst auf den Flügeln eingesetzte Michail Antonio, der beispielsweise am 35. Spieltag gegen Norwich City viermal traf, und auch vor Hallers Verpflichtung regelmäßig das Sturmzentrum besetzt hatte. Im Gegensatz zur Eintracht oder Utrecht setzten West Hams Trainer Pellegrini und Moyes in ihren defensiv ausgerichteten Spielsystemen auf Haller als einzige Spitze, was diesen zu mehr aktiver Balleroberung zwang und ihn abhängiger von Zuspielen von den Außenbahnen oder aus dem offensiven Mittelfeld machte. Auch der Guardian bezeichnete Antonio als stärker, schneller und effektiver als seinen Konkurrenten. Bis zum Jahreswechsel gelangen Haller nur 8 direkte Torbeteiligungen in 18 Pflichtspielen, davon allein 5 im EFL-Cup gegen zwei Drittligisten.

### 2021–2022: Torjäger bei Ajax Amsterdam
Im Januar 2021 kehrte Haller in die niederländische Eredivisie zurück und unterschrieb einen Vierjahresvertrag bei Ajax Amsterdam. Mitverantwortlich hierfür war Trainer Erik ten Hag, den der Spieler noch aus Utrecht kannte und über den er später sagen sollte „Er hat viel mit meinem Wechsel zu Ajax zu tun, ich kenne ihn gut. Ich weiß, was er imstande zu tun ist und wie er mich einsetzen wird.“ Die Ablösesumme soll bei umgerechneten 22,5 Mio. Euro gelegen haben, womit der ivorische Nationalspieler zum neuen Rekordtransfer Ajax’ wurde. Nach einer Einwechslung in seinem ersten Ligaspiel folgten nur noch Startelfnominierungen, eine Partie verpasste Haller, der Lassina Traoré verdrängte sowie den Wechsel von Klaas-Jan Huntelaar kompensierte, in Folge einer COVID-19-Infektion. Er steuerte in so gut wie jedem Spiel mindestens einen Scorerpunkt bei, am Ende waren es deren 16. Sowohl in der Eredivisie wie auch im Pokal war der Stürmer an einigen wichtigen Toren beteiligt, beispielsweise schoss er beide im Pokalviertelfinale gegen den Erzrivalen PSV Eindhoven. Haller verlor mit Ajax kein einziges Mal und holte mit seinen Teamkollegen das nationale „Double“. Obwohl der Ivorer erst im Winter gekommen war, harmonierte er als einzige Sturmspitze rasch mit den ihm auf den Flügeln zur Seite gestellten David Neres und Kapitän Dušan Tadić und wurde gemeinsam mit Antony zum dritteffektivsten Angriffsspieler der Mannschaft.
In der Folgesaison blieb Haller von Saisonbeginn an effektiv, musste aber beispielsweise mit seinen Teamkollegen ein 0:4 gegen die PSV im Supercup hinnehmen. Im ersten Champions-League-Gruppenspiel, das zugleich die Premiere des Angreifers in diesem Wettbewerb war, gelangen diesem beim 5:1 gegen den portugiesischen Meister Sporting Lissabon innerhalb von etwas mehr als einer Stunde vier Treffer. Überhaupt war dies die erste Gelegenheit für den Spieler, im Europapokal für Ajax auflaufen zu können, nachdem ihm dies im Februar noch nach einem Registrierungsfehler seitens seines Arbeitgebers bei der UEFA verwehrt geblieben war. Bis zum Ende der Gruppenphase erzielte Haller insgesamt 10 Tore und stellte damit einen neuen Rekord für die wenigsten benötigten Spiele zum Erreichen dieser Marke auf. Darüber hinaus wurde er neben Cristiano Ronaldo zum einzigen Spieler, der in jedem Champions-League-Gruppenspiel einer Saison traf. Trotz eines weiteren Tors im Achtelfinale scheiterte Haller dort mit seiner Mannschaft an Benfica Lissabon. In der Liga holte Haller mit dem Team erneut den Meistertitel und diesmal gelang es ihm auch, mit 21 Toren Torschützenkönig zu werden, wobei er sich beispielsweise gegen Loïs Openda (18 Tore), Vangelis Pavlidis und Ricky van Wolfswinkel (je 16 Treffer) durchsetzen konnte. Für seine Leistungen in dieser Spielzeit wurde Haller von France Football für den Ballon d’Or 2022 nominiert und wurde Dreizehnter.

### 2022–2025: Höhen und Tiefen bei Borussia Dortmund

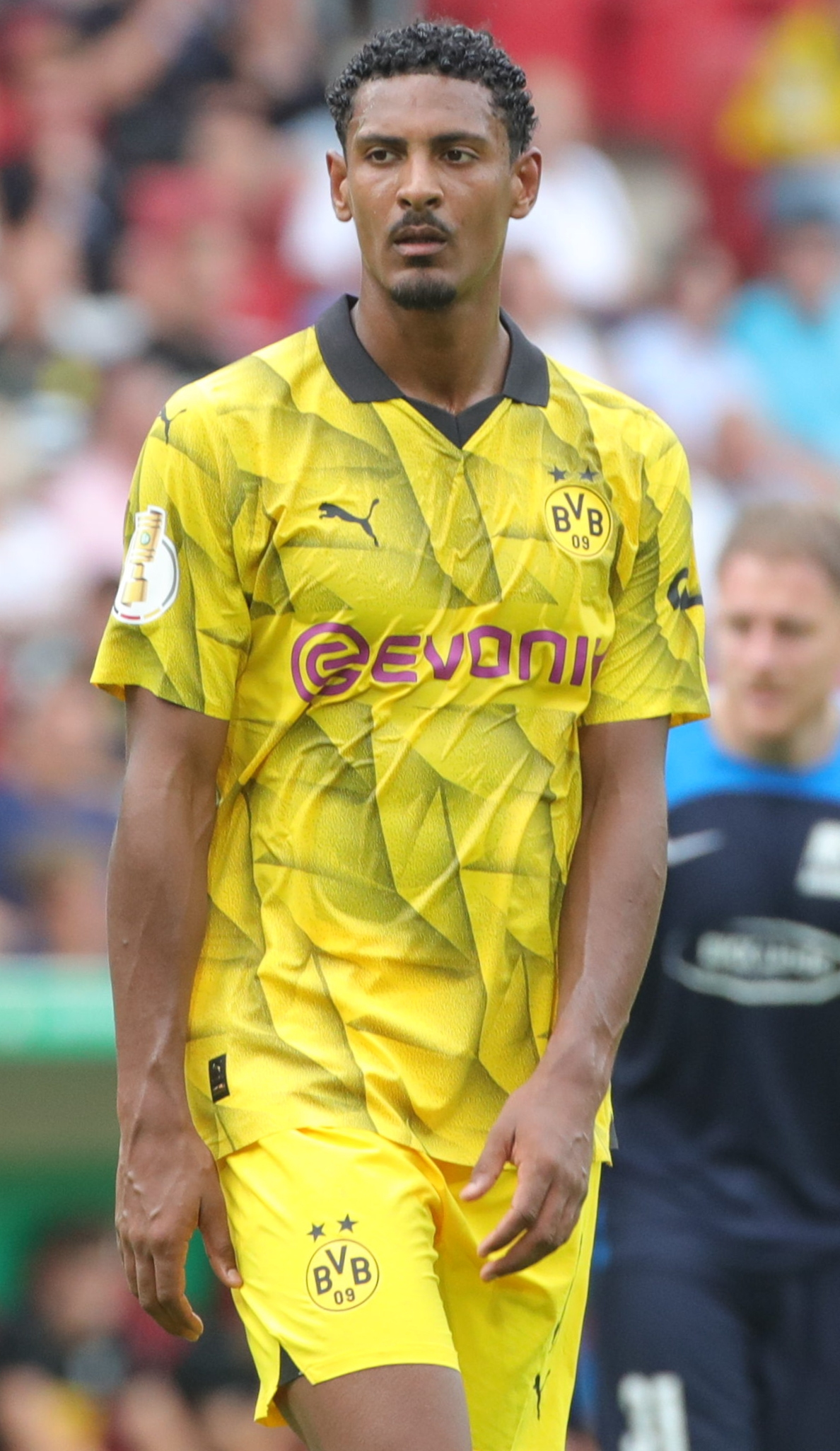
Haller im Trikot von Borussia Dortmund, 2023

Zur Saison 2022/23 kehrte Haller nach Deutschland zurück und wechselte zum amtierenden Vizemeister und Champions-League-Teilnehmer Borussia Dortmund. Der 28-Jährige unterschrieb einen bis zum 30. Juni 2026 gültigen Vertrag und folgte auf den zu Manchester City gewechselten besten BVB-Torschützen der Vorsaison, Erling Haaland. Laut dem Portal transfermarkt.de soll die Ablösesumme bei 31 Mio. Euro gelegen haben, was ihn gemeinsam mit seinen zuvor verpflichteten neuen Vereinskollegen Karim Adeyemi und Donyell Malen zu einem der teuersten Bundesligastürmer machen würde. Mitte Juli 2022, noch vor seinem ersten Pflichtspieleinsatz, wurde bei Haller ein bösartiger Tumor im Hoden entdeckt. Nach der erfolgreichen Operation begann der Ivorer mit einer Chemotherapie und fiel monatelang aus. Mitte November 2022 wurde bekannt, dass sich Haller erneut operieren lassen muss. Im Januar 2023 wurde der wieder genesene Stürmer innerhalb der Winterpause in einem Testspiel eingesetzt. Trainer Edin Terzić sagte im Anschluss aus „Wir hoffen jetzt einfach, dass er keine negative Reaktion auf das Spiel zeigt, sondern dass wir darauf aufbauen und das Pensum in den nächsten Tagen steigern können.“ Nach der Winterpause konnte der Angreifer nach einer Einwechslung schließlich auch sein erstes Pflichtspiel für Dortmund absolvieren. Bei den beiden Champions-League-Achtelfinalspielen gegen den FC Chelsea blieb er ohne direkte Torbeteiligung und schied schließlich mit der Mannschaft aus dem Wettbewerb aus. Das letzte Spiel im Pokal gegen den späteren Turniersieger RB Leipzig verpasste Haller hingegen aufgrund einer Knieverletzung. Nach anfänglichen Schwierigkeiten (je ein Tor und eine Vorlage in neun Bundesligaspielen) traf der Stürmer zweimal beim 6:1 über den 1. FC Köln, in fünf Partien in der Saisonendphase verdiente er sich weitere zehn Scorerpunkte. Allein deren vier waren es, als Borussia Mönchengladbach am 32. Spieltag mit 5:2 besiegt wurde. Als statistisch sechstbester Offensivspieler der Mannschaft bildete Haller in der Rückrunde ein Sturmtrio mit Karim Adeyemi und Donyell Malen, die im Gegensatz zur Hinrunde ihre Leistung steigern konnten. Der Ivorer ging mit dem BVB, der in der Rückserie nur einmal verlor, als Tabellenführer ins letzte Ligaspiel, das mit 2:2 gegen den 1. FSV Mainz 05 endete. In der 19. Minute verschoss er beim Stand von 0:1 aus Sicht seiner Mannschaft einen Strafstoß und blieb auch im weiteren Spielverlauf ohne Tor oder Assist. Letztendlich gewann der punktgleiche FC Bayern München die Meisterschaft aufgrund der besseren Tordifferenz.
Nach fünf Startelfmandaten zu Beginn der Saison 2023/24 rückte Haller, der zwei Tore gegen den Regionalligisten TSV Schott Mainz im DFB-Pokal schoss, in der mannschaftsinternen Stürmerhierarchie hinter Niclas Füllkrug. Den Bundesligatorschützenkönig der Vorsaison hatte man zum 3. Spieltag verpflichtet und setzte ihn seitdem regelmäßig von Beginn an ein. Im weiteren Verlauf kam der Ivorer so nur noch zu zehn Ligaspielen nach Einwechslungen, wobei er den Großteil der Rückserie aufgrund einer langwierigen Sprunggelenksverletzung sowie der Teilnahme mit der Elfenbeinküste am Afrika-Cup 2024 verpasste. Während er mit der Nationalmannschaft das Turnier gewann, unterlag er mit Borussia Dortmund dem Rekordsieger Real Madrid im Endspiel der Champions League. Auch in der „Königsklasse“ wurden Haller nur ein paar Kurzeinsätze zuteil, beispielsweise spielte er zehn Minuten im Endspiel. Zuvor schoss er im Viertelfinalhinspiel gegen Atlético Madrid (1:2) das einzige Tor.

### 2024: Leihe zum CD Leganés
Zur Spielzeit 2024/25 verpflichtete Borussia Dortmund für den Angriff den jüngeren Maximilian Beier sowie den Zweitplatzierten der Torschützenliste der Vorsaison, Serhou Guirassy. Haller stand in den beiden ersten Saisonspielen nicht im jeweiligen Spieltagskader und wurde folglich Ende August 2024 für den Rest der Saison an den spanischen Erstligaaufsteiger CD Leganés verliehen. Die ersten sechs Spiele (ab dem 5. Spieltag) mit seinem Leihverein gingen allesamt verloren, am 11. Spieltag gewann er mit Leganés dann mit 3:0 gegen Celta Vigo. Allerdings gelang Haller bis einschließlich des 14. Spieltags keine direkte Torbeteiligung, weshalb ihn Trainer Borja Jiménez fortan nur noch auf die Bank oder gar die Tribüne setzte.

### seit 2025: Rückkehr zum FC Utrecht
Anfang Januar 2025 verlieh Borussia Dortmund Haller bis Saisonende weiter in die niederländische Eredivisie an den FC Utrecht, für den dieser bereits bis 2017 aktiv gewesen war. In seinem zweiten Spiel wurde der Stürmer zur zweiten Hälfte der Begegnung Utrechts gegen Waalwijk im Pokalachtelfinale beim Stand von 0:1 eingewechselt. Er erzielte beide Tore zum 2:1-Endstand. Im Viertelfinale scheiterten Spieler und Verein dann allerdings an Heracles Almelo. Mit Ausnahme vom 18. und 34. Spieltag stand Haller in der Liga in allen Partien in der Startelf und beteiligte sich direkt an fünf Treffern. Als Vierter erreichte der FC Utrecht mit ihm die Qualifikation zur Europa League.
Nach seinem Leihende kehrte Haller zunächst wieder zum BVB zurück, nahm aber als einziger Spieler des Kaders nicht am Sommertrainingslager in Österreich teil. Vor dem ersten Pflichtspiel der Saison 2025/26 kehrte er allerdings zurück zum FC Utrecht, der ihn fest verpflichtete.

## Nationalmannschaftskarriere

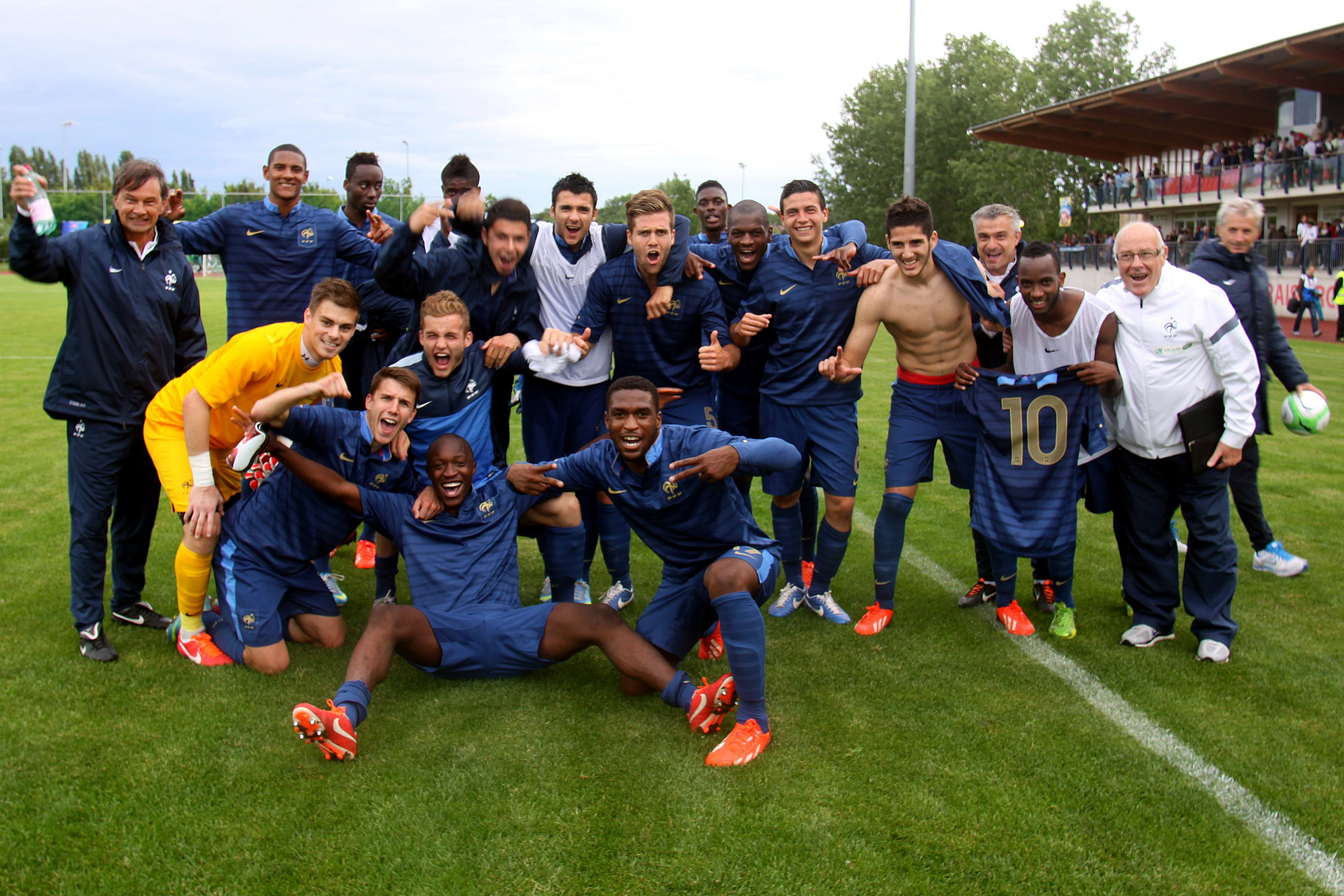
Haller (stehend, Zweiter von links) als Teil der französischen U19-Nationalmannschaft (2013)

Haller absolvierte im Juni 2010 bei einem Freundschaftsspiel gegen Deutschland ein Spiel für die französische U16-Nationalmannschaft und durchlief anschließend alle Juniorennationalmannschaften des französischen Fußballverbandes. Insgesamt spielte er 51-mal für Jugendauswahlmannschaften und erzielte dabei 25 Tore.
Mit der U17-Nationalmannschaft nahm Haller an der U17-Europameisterschaft 2011 in Serbien teil und scheiterte mit seiner Mannschaft in der Gruppenphase. Einen Monat später stand er bei der U17-Weltmeisterschaft in Mexiko ebenfalls im französischen Kader und erreichte mit seinem Team das Viertelfinale.
Zuletzt spielte Haller von 2013 bis 2016 20-mal in der U21-Nationalmannschaft, für die er am 14. November 2013 beim 6:0-Sieg gegen die armenische U21-Nationalmannschaft sein Debüt gab und dabei auch seinen ersten Treffer erzielte. Insgesamt traf er für die U21 in 20 Spielen 13-mal.
Im November 2020 debütierte Haller in der ivorischen A-Nationalmannschaft. Mit dieser gelangte er Anfang 2022 beim Afrika-Cup bis ins Achtelfinale, wo man gegen den späteren Vizemeister Ägypten ausschied. In der Qualifikation zur WM 2022 standen die Ivorer vor dem letzten Spieltag mit zwei Punkten Vorsprung auf Kamerun auf dem ersten Platz, nachdem beispielsweise das direkte Duell mit 2:1 gewonnen wurde. Hierbei hatte Haller beide Tore für sein Land erzielen können. Am letzten Spieltag entschieden die Kameruner das Spiel mit 1:0 für sich, woraufhin sie anstatt der Elfenbeinküste die letzte Qualifikationsrunde erreichten.
Im Februar 2024 gewann Haller den Afrika-Cup mit der Elfenbeinküste. Er erzielte im Turnier, in welchem er aufgrund einer Sprunggelenksverletzung erst nach der Gruppenphase eingreifen konnte, zwei Tore. Erst das einzige Tor im Halbfinale gegen den Kongo, dann den 2:1-Endstand gegen Nigeria im Endspiel.

## Erfolge und Auszeichnungen
Elfenbeinküste
- Afrika-Cupsieger: 2024

Eintracht Frankfurt
- DFB-Pokalsieger: 2018

Ajax Amsterdam
- Niederländischer Meister: 2021, 2022
- Niederländischer Pokalsieger: 2021

Persönliche Auszeichnungen
- Torschütze des Monats: September 2017
- Bundesliga Rookie Award: Oktober 2017
- Torschützenkönig der Eredivisie: 2022 (21 Tore)
- Nominierung für den Ballon d’Or: 2022 (13. Platz)

## Trivia
Am 25. März 2019 erzielte Haller im Rahmen einer von BigCityBeats organisierten Superlativ-Party das erste Tor in der Schwerelosigkeit. Sein Heimatort Vigneux-sur-Seine benannte im Juni 2023 Haller zu Ehren das örtliche Stadion von Stade de la Concorde in Stade Sébastien Haller um. Sein Onkel Narcisse Kuyo Téa, der Bruder mütterlicher seits, ist Präsident von Africa Sports National.